# Aleksandr Duguin
Aleksandr Guélievich Duguin (Moscú, 7 de enero de 1962) es un filósofo, analista y estratega político ruso cuyas ideas políticas han sido asociadas al fascismo y al nacionalbolchevismo.
Nacido en una familia ligada a la inteligencia militar, Duguin fue un disidente anticomunista en los años ochenta. Tras la disolución de la Unión Soviética, fue junto con Eduard Limónov uno de los fundadores del Partido Nacional Bolchevique, aunque posteriormente lo abandonó. En 1997, publicó Fundamentos de geopolítica, obra en la que definió su visión del mundo, llamando a Rusia a reconstruir su influencia a través de alianzas y conquistas, y desafiar al «imperio» rival atlantista liderado por Estados Unidos. Duguin siguió desarrollando su ideología neoeurasianista fundando el Partido Eurasia en 2002 y escribiendo nuevos ensayos políticos, como La cuarta teoría política (2009).
Se reporta que mantiene estrechos vínculos con el Kremlin y el ejército ruso,  aunque esto se ha puesto en duda y se le ha descrito como una figura marginal con una influencia limitada. Fue asesor del presidente de la Duma Estatal, Guennadi Selezniov, y de un destacado miembro del partido gobernante Rusia Unida, Serguéi Naryshkin. Duguin fue el principal organizador del Partido Nacional Bolchevique, del Frente Nacional Bolchevique y del Partido Eurasia. Es autor de más de treinta libros, entre ellos Fundamentos de geopolítica (1997) y Cuarta teoría política (2009).

## Primeros años y educación
Duguin nació en Moscú, en el seno de la familia de un coronel general de la inteligencia militar soviética y candidato de ciencias jurídicas, Gueliy Aleksándrovich Duguin, y de su esposa Galina, doctora y candidata de ciencias médicas. Su padre abandonó a la familia cuando él tenía tres años, pero se encargó de que tuvieran un buen nivel de vida y ayudó a Duguin a librarse de problemas con las autoridades en algunas oportunidades. En 1983 fue trasladado al servicio de aduanas debido al comportamiento de su hijo. En 1979, Aleksandr ingresó en el Instituto de Aviación de Moscú, pero no se graduó y tuvo que realizar un curso por correspondencia en otra universidad. Luego obtuvo el máster en filosofía y, finalmente, dos doctorados, uno en sociología y otro en ciencias políticas.
En 1980, Duguin se unió al "Círculo Yúzhinski", un grupo disidente de vanguardia que se interesaba por el satanismo y otras formas de ocultismo. En el grupo, era conocido por su adhesión al nazismo, que él atribuye a una rebelión contra su crianza soviética, en contraposición a una auténtica simpatía por Hitler según sus palabras. Adoptó un alter ego de nombre "Hans Siever", una referencia a Wolfram Sievers, un investigador nazi de lo paranormal. Estudiando por su cuenta, aprendió a hablar italiano, alemán, francés e inglés; también habla español. También descubrió los escritos de Julius Evola en la Biblioteca Estatal V. I. Lenin, y adoptó las creencias de la Escuela Tradicionalista.

## Carrera y opiniones políticas

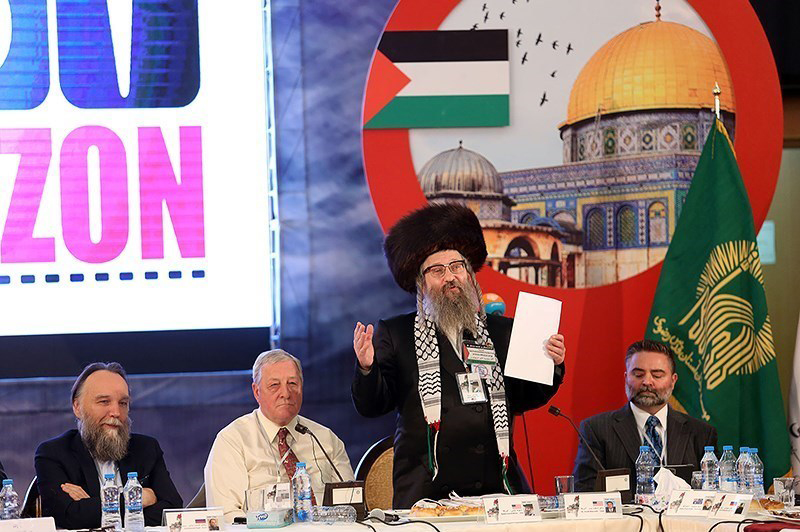
Aleksandr Duguin (izquierda) en la Conferencia Internacional "New Horizon", Mashhad, Irán (2018).

#### Primeros años de activismo
En la década de 1980, Duguin era disidente y anticomunista. Duguin trabajó como periodista antes de involucrarse en la política justo antes de la caída del comunismo. En 1988, él y su amigo Heydar Jemal se unieron al grupo nacionalista Pámyat, que más tarde daría lugar al ascenso del fascismo ruso. Ayudó a redactar el programa político del recién refundado Partido Comunista de la Federación Rusa bajo el liderazgo de Guennadi Ziugánov.

#### Carrera editorial
Duguin publicó Fundamentos de geopolítica en 1997; esta obra se ha utilizado como libro de texto en la Academia del Estado Mayor de las Fuerzas Armadas de Rusia, y alarma a los politólogos de Estados Unidos, quienes se refieren a dicho libro como "El destino manifiesto de Rusia". También en 1997, su artículo "Fascismo: sin fronteras y rojo" auguraba la pronta llegada a Rusia de un "fascismo genuino, verdadero, radicalmente revolucionario y consecuente", atribuyendo a Robert Brasillach la premonición acerca del tipo de fascismo que se instalaría en Rusia y que sirvió para titular el artículo: "sin fronteras, como nuestra tierra, y rojo, como nuestra sangre". Duguin considera que no fueron "en absoluto los aspectos racistas y chauvinistas del nacionalsocialismo los que determinaron la naturaleza de su ideología. Los excesos de esta ideología en Alemania son un asunto exclusivo de los alemanes... mientras que el fascismo ruso es una combinación de conservadurismo nacional natural con un deseo apasionado de verdaderos cambios." Según Duguin, "La Waffen-SS y especialmente el sector científico de esta organización, la Ahnenerbe", fue "un oasis intelectual en el marco del régimen nacionalsocialista".
Duguin no tardó en publicar su propia revista, titulada Elementy, que comenzó elogiando al franco-belga Jean-François Thiriart, partidario tardío de un "imperio euro-soviético que se extendería desde Dublín hasta Vladivostok y que también necesitaría expandirse hacia el sur, ya que requiere un puerto en el océano Índico". Glorificando constantemente tanto el Imperio ruso como el estalinismo, Elementy también indicó su admiración por Julius Evola. Duguin también colaboró con el semanario Den (El Día), dirigido anteriormente por Aleksandr Projánov.

#### Ideología
Duguin desaprueba el liberalismo y Occidente, en particular la hegemonía estadounidense. Afirma que "estamos del lado de Stalin y de la Unión Soviética". Se define como conservador: "Nosotros, los conservadores, queremos un Estado fuerte y sólido, queremos orden y una familia sana, valores positivos, el refuerzo de la importancia de la religión y de la Iglesia en la sociedad". Y añade: "Queremos una radio y una televisión patrióticas, expertos patrióticos, clubes patrióticos. Queremos medios de comunicación que expresen los intereses nacionales". Según Marlene Laruelle, el pensamiento de Duguin, principal fabricante de un fascismo à-la-russe, podría describirse como una serie de círculos concéntricos, con ideologías de extrema derecha sustentadas en diferentes tradiciones políticas y filosóficas (nazismo esotérico, tradicionalismo/perenialismo, la revolución conservadora alemana y la nueva derecha europea) en su columna vertebral.
Duguin apoya el pensamiento de Martin Heidegger, en particular el concepto geo-filosófico de Dasein. Según Duguin, las fuerzas de la civilización occidental liberal y capitalista representan lo que los antiguos griegos llamaban ὕβρις (hubris), "la forma esencial del titanismo" (la forma anti-ideal), que se opone al Cielo ("la forma ideal-en términos de espacio, tiempo, ser"). En otras palabras, Occidente resumiría "la revuelta de la Tierra contra el Cielo". A lo que llama el universalismo "atomizador" de Occidente, Duguin contrapone un universalismo apofántico, expresado en la idea política de "imperio". Los valores de la democracia, los derechos humanos, el individualismo, etc., son considerados como conceptos exclusivamente occidentales y como no universales.
En 2019, Duguin entabló un debate con el intelectual francés Bernard-Henri Lévy sobre el tema de lo que se ha llamado "la crisis del capitalismo" y la insurrección de los populismos nacionalistas. En este debate, el filósofo francés lo acusó de antisemita y racista.

#### Eurasianismo, fascismo, comunismo y opiniones sobre geopolítica
Duguin ha abrazado opiniones comunistas, y ha teorizado sobre la fundación de un "imperio euroasiático" capaz de luchar contra el mundo occidental dirigido por Estados Unidos. En este sentido, fue el organizador y el primer líder del Partido Nacional Bolchevique de 1993 a 1998 (junto con Eduard Limónov) y, posteriormente, del Frente Nacional Bolchevique y del Partido Eurasia, que luego se convirtió en una asociación no gubernamental. La ideología eurasiática de Duguin pretende la unificación de todos los pueblos de habla rusa en un solo país, recuperando el territorio de las antiguas repúblicas de la Unión Soviética.
A principios de los años 90, el trabajo de Duguin en el Frente Nacional Bolchevique incluía la investigación de las raíces de los movimientos nacionales y las actividades de apoyo a los grupos esotéricos en la primera mitad del siglo XX. En colaboración con Christian Bouchet, y basándose en los grupos de interés nacional-fascistas y migratorios de Asia y Europa, contribuyeron a acercar la política internacional al concepto geopolítico ruso de Eurasia.
Duguin pasó dos años estudiando las teorías geopolíticas, semióticas y esotéricas del controvertido académico alemán Herman Wirth (1885–1981), uno de los fundadores de la Ahnenerbe alemana. Esto dio como resultado el libro Teoría hiperbórea (1993), en el que Duguin respaldó en gran medida las ideas de Wirth como posible fundamento de su eurasianismo. Al parecer, se trata de "uno de los resúmenes y tratamientos más extensos de Wirth en cualquier idioma". Según el antropólogo moldavo Leonid Mosionjnik, las ideas abiertamente salvajes de Wirth encajaban perfectamente en el vacío ideológico tras la desaparición del comunismo, el liberalismo y la democracia. Duguin también promovió la leyenda de que Wirth había escrito un importante libro sobre la historia del pueblo judío y el Antiguo Testamento, el llamado Palestinabuch, que podría haber cambiado el mundo de no haber sido robado.
Las ideas de Duguin, en particular las relativas a "una alianza turco-eslava en la esfera euroasiática", han comenzado a recibir atención entre ciertos círculos nacionalistas de Turquía, sobre todo entre los presuntos miembros de la red Ergenekon, que es objeto de un juicio de alto perfil (por cargos de conspiración). La ideología eurasianista de Duguin también se ha relacionado con su adhesión a las doctrinas de la Escuela Tradicionalista (las creencias tradicionalistas de Duguin son objeto de un estudio en forma de libro de J. Heiser, The American Empire Should Be Destroyed-Aleksandr Dugin and the Perils of Immanentized Eschatology). Duguin también aboga por una alianza ruso-árabe.
La Rusia renacida, según el concepto de Duguin, es según Charles Clover del Financial Times, una versión ligeramente rehecha de la Unión Soviética con ecos de 1984 de George Orwell, donde Eurasia era uno de los tres superestados de tamaño continental, incluyendo a Asia Oriental y Oceanía como los otros dos, y participaba en una guerra interminable entre ellos. En la esfera del discurso público de Eurasia, la política comunista totalitaria desplegada en más de tres décadas de trabajos por varios grupos internacionales que forman parte del movimiento, es "una versión de reintegración del espacio postsoviético en una esfera de influencia "euroasiática para Rusia". El programa norteamericano "trabaja con un amplio abanico de socios de todos los sectores de la sociedad civil" y "avanza mediante la concesión de subvenciones, la promoción y la investigación, las iniciativas regionales y un estrecho compromiso".

#### Religión
Duguin fue bautizado a la edad de seis años en la Iglesia ortodoxa rusa de Michúrinsk por su bisabuela Elena Mijáilovna Kargáltseva. Desde 1999, abrazó formalmente una rama de los Viejos Creyentes, un movimiento religioso ruso que rechazaba las reformas de 1652-1666 de la Iglesia Ortodoxa Rusa oficial. La filosofía euroasiática de Duguin debe mucho al irredentismo ruso, integralismo tradicional y a los movimientos de la Nouvelle Droite, y como tal resuena con el neopaganismo, categoría que en este contexto significa el movimiento del neopaganismo eslavo (Rodnovery), especialmente en las formas de anastasianismo e ynglismo. El eurasianismo de Duguin se cita a menudo como perteneciente al mismo espectro de estos movimientos, además de tener también influencias de las tradiciones herméticas, gnósticas y orientales. Él mismo llama a basarse en "la teología oriental y las corrientes místicas" para el desarrollo de la Cuarta Teoría Política.
Según Marlene Laruelle, la adhesión de Duguin a los Viejos creyentes le permite situarse entre el paganismo y el cristianismo ortodoxo sin adoptar formalmente ninguno de ellos. Su elección no es paradójica, ya que, según él, en la estela de René Guénon, la ortodoxia rusa y especialmente los Viejos creyentes han conservado un carácter esotérico e iniciático que se perdió por completo en el cristianismo occidental. Por ello, la tradición ortodoxa rusa puede fundirse con el neopaganismo y albergar "la fuerza nacionalista del neopaganismo, que lo ancla en el suelo ruso y lo separa de las otras dos confesiones cristianas"

### Partidos políticos

#### Partido de Eurasia
El Partido Eurasia, que promueve las ideas neo-eurasianistas, fue lanzado en abril de 2001. Duguin fue señalado como el fundador del grupo. Dijo que el movimiento haría hincapié en la diversidad cultural en la política rusa, y se opondría a "la globalización al estilo americano, y también se resistiría a un retorno al comunismo y al nacionalismo". Fue reconocido oficialmente por el Ministerio de Justicia el 31 de mayo de 2001. El Partido Eurasia cuenta con el apoyo de algunos círculos militares y de líderes de la fe cristiana ortodoxa en Rusia, y el partido espera desempeñar un papel clave en los intentos de resolver el problema checheno, con el objetivo de preparar el terreno para el objetivo de Duguin de una alianza estratégica rusa con los estados europeos y de Oriente Medio, principalmente Irán. En 2005, Duguin fundó la Unión de la Juventud Euroasiática de Rusia como el ala juvenil del Movimiento Internacional de Eurasia.

#### Partido Nacional Bolchevique
En 1992, Eduard Limónov fundó el Frente Nacional Bolchevique (FNB) como una amalgama de seis grupos menores. Aleksandr Duguin fue uno de los primeros miembros y contribuyó a convencer a Limónov de que entrara en política, y firmó la declaración de fundación del partido en 1993. El partido llamó la atención por primera vez en 1992, cuando dos miembros fueron detenidos por poseer granadas. El incidente dio publicidad al PNB para una campaña de boicot que estaban organizando contra los productos occidentales. El PNB unió fuerzas con el Frente de Salvación Nacional (una amplia coalición de comunistas y nacionalistas rusos). En 1998, Duguin abandonó el PNB como resultado de un conflicto con otros miembros del partido. Esto hizo que el partido se desplazara más a la izquierda en el espectro político ruso, y llevó a los miembros del partido a denunciar a Duguin y su grupo como fascistas.

#### Postura sobre Ucrania y papel en la política rusa
Duguin apoya a Putin y su política exterior, pero se ha opuesto a la política económica del gobierno ruso. Su frase de 2007, «No hay más opositores al rumbo de Putin y, si los hay, son enfermos mentales y hay que enviarlos a un examen clínico. Putin está en todas partes, Putin lo es todo, Putin es absoluto, y Putin es indispensable» - fue votado como número dos en halagos por los lectores de Kommersant.
En el Kremlin, Duguin representa el «partido de la guerra», una división dentro de la dirección sobre Ucrania. Ucrania prohibió la entrada a Duguin durante cinco años, a partir de junio de 2006, y Kiev lo declaró persona non grata en 2007. Su Unión de la Juventud Euroasiática fue prohibida en Ucrania. En 2007, el Servicio de Seguridad de Ucrania identificó a personas de la Unión Euroasiática de la Juventud que cometieron actos vandálicos en Hoverla en 2007: subieron a la montaña de Hoverla, imitaron el serrado de los detalles de la construcción en forma de escudo pequeño de Ucrania con herramientas que llevaban consigo y pintaron el emblema de la Unión Euroasiática de la Juventud en el símbolo conmemorativo de la Constitución de Ucrania. Fue deportado a Rusia cuando llegó al aeropuerto Internacional de Simferópol en junio de 2007.

##### Primera fase de la guerra ruso-ucraniana
En 2014, Duguin dijo que Rusia era la principal fuerza impulsora de la guerra del Dombás. En este sentido, ya antes de que estallara la guerra ruso-georgiana (2008), el analista visitó Osetia del Sur y predijo: «Nuestras tropas ocuparán la capital georgiana, Tiflis, todo el país, y quizás incluso Ucrania y la península de Crimea, que históricamente forma parte de Rusia». Después dijo que «Rusia no debería detenerse en la liberación de Osetia del Sur, sino que debería ir más allá [...] tenemos que hacer algo similar en Ucrania». Ya en 2008 afirmó que Rusia debería repetir el escenario de Georgia en Ucrania y no ocultó su enfado con Putin, que «no se atrevió a dejar caer el otro zapato» y «restaurar el Imperio».
Duguin fue autor de la iniciativa de Putin para la adhesión de Crimea a Rusia, y consideró que una guerra ruso-ucraniana era inevitable. Además, durante las protestas prorrusas en Ucrania de 2014, Duguin estuvo en contacto regular con los insurgentes separatistas prorrusos, y describió su posición como «incondicionalmente pro-RPD y pro-RPL». Una videollamada publicada mostraba a Duguin dando instrucciones a las fuerzas separatistas rusas del Dombás, así como asesorando a Ekaterina Gúbareva, cuyo marido, Pável Gúbarev, se autoproclamó gobernador local y tras ello fue detenido por el Servicio de Seguridad de Ucrania (SSU). Entre tanto, el 31 de marzo de 2014, fue detenido un miembro de la Unión de Jóvenes de Eurasia de Rusia (fundada por Duguin) que había entrenado a un grupo de unas 200 personas para tomar el Parlamento y otro edificio gubernamental, según el SSU.
Duguin hizo un llamamiento para que Putin interviniera en la Guerra del Dombás iniciada ese mismo año y declaró que estaba decepcionado con el presidente ruso por no haber ayudado a los insurgentes prorrusos en Ucrania tras la ofensiva del ejército ucraniano a principios de julio de 2014. En agosto de 2014, Duguin pidió un «genocidio» de ucranianos.
A finales de octubre de 2014, Duguin aconsejó a los separatistas que establecieran una dictadura en la Nueva Rusia hasta que ganaran la guerra.

#### Análisis de otros autores sobre la postura de Duguin durante la guerra
Halya Coynash, del Grupo de Protección de los Derechos Humanos de Járkov, afirmó que la influencia de la «ideología euroasiática» de Duguin en los acontecimientos del este de Ucrania y en la invasión rusa de Crimea está fuera de toda duda. Según Vincent Jauvert, la ideología radical de Duguin se convirtió hoy en la base de la política interior y exterior de las autoridades rusas. «Así que vale la pena escuchar a Duguin, para entender a qué destino está llevando el Kremlin a su país y a toda Europa».
Como afirma el politólogo israelí Vyacheslav Likhachov, «si se toma en serio el hecho de que una persona como Aleksandr Duguin es el ideólogo de la carrera imperial hacia Occidente, entonces se puede establecer que Rusia no se va a detener hasta el Océano Atlántico».
En el artículo de 2014 de Dmitri Býkov "¿Por qué la televisión, Aleksandr Duguin y Galina Pyshnyak crucificaron a un niño?", se comparaba el uso por parte de Piervy Kanal de la historia emitida por Duguin y Pyshnyak sobre el niño supuestamente crucificado como pretexto para escalar el conflicto con el caso de Beilis. El 9 de julio de 2014, Duguin en su cuenta de Facebook escribió una historia según la cual un niño de 6 años fue supuestamente clavado en un tablero publicitario y asesinado a tiros ante los ojos de su padre. El 16 de julio de 2014, Nóvaya Gazeta proporcionó una grabación de su corresponsal Eugen Feldman caminando por la plaza principal de Sloviansk, preguntando a las ancianas locales si habían oído hablar del asesinato del niño. Ellas dijeron que tal hecho no había tenido lugar. El sitio web Change.org acogió una petición de ciudadanos que exigían "una investigación exhaustiva con la identificación de todas las personas implicadas en la fabricación del complot".

#### Relaciones con grupos radicales de otros países
Duguin entró en contacto con el pensador francés de extrema derecha Alain de Benoist en 1990. Por la misma época, también conoció al belga Jean-François Thiriart y a Yves Lacoste. En 1992 invitó a Rusia a algunas de las figuras europeas de extrema derecha que había conocido. También trajo a Rusia a miembros de jobbik y Amanecer Dorado para reforzar sus vínculos con el país. Según el libro War for Eternity, de Benjamin R. Teitelbaum, Duguin se reunió con Steve Bannon en Roma en 2018 para discutir las relaciones geopolíticas de Rusia con Estados Unidos y China, así como la filosofía tradicionalista. Duguin también desarrolló vínculos con partidos políticos de extrema derecha y extrema izquierda en la Unión Europea, como Syriza en Grecia, Unión Nacional Ataque en Bulgaria, el Partido de la Libertad de Austria y el Frente Nacional de Francia, para influir en la política de la UE sobre Ucrania y Rusia. Duguin también está estrechamente alineado con el periodista israelí Avigdor Eskin, que anteriormente formó parte de la junta directiva del Partido Eurasia.

## Vida personal
La primera esposa de Duguin fue Yevguenia Debriánskaya, una activista rusa. Tienen un hijo al que llamaron Artur en honor de Arthur Rimbaud.[cita requerida]
La hija periodista de Duguin, Daria Dúguina, fue asesinada a los 29 años el 20 de agosto de 2022 en un atentado terrorista perpetrado en el asentamiento de Bolshiye Viaziomy, en las afueras de Moscú, cuando explotó el Toyota Land Cruiser que conducía. Se informó que el auto era el de su padre. Los investigadores dijeron que se colocó un artefacto explosivo en su automóvil y que su padre podría haber sido el objetivo previsto.